# Cockwood
Cockwood är en by i Devon, England. Byn är belägen 13 kilometer från Exeter. Orten har 349 invånare (2011). Den har 2 pubar och en skola.